# Ninja Kiwi
Ninja Kiwi (o NK) è un'azienda di sviluppo di videogiochi Neozelandese con sede legale nella città Auckland.
I primi giochi che l'azienda distribuì erano creati con la tecnica del protocollo online. Negli ultimi anni, data l'evoluzione dell'intrattenimento, la compagnia decise di creare nuovi giochi con l'utilizzo delle più moderne tecnologie di sviluppo, creando e distribuendo anche videogiochi compatibili con i sistemi operativi desktop e mobili(Android, Apple, Windows).
Il nome deriva dal Kiwi, l'animale simbolo della Nuova Zelanda.

## Storia
L'azienda venne fondata nel 2006 dai fratelli Chris e Stephen Harris; anche se, l'idea di creare da zero quest'attività venne presa inizialmenta dal fratello Stephen per via di aver condotto un corso di progettazione presso la Auckland Media Design School; precedentemente si laureò all'Università di Auckland guadagnandosi una laurea in geofisica.
Il primo gioco che i fratelli Harris crearono era Cash Sprint, un gioco di simulazione di guida basato su piattaforma Browser sviluppato sulla piattaforma Adobe Flash. Lo scopo del gioco era quello di guidare un'auto su un tracciato per due giri, e il giocatore che otteneva il tempo più veloce della settimana veniva premiato con un premio in denaro. Tuttavia, a causa di problemi legati alle inserzioni per i premi, dopo 14 settimane il progetto venne cancellato (difatti non è possibile reperire il gioco originale online, se non per qualche clone).
Dopo Cash Sprint, la compagnia creò più di 60 giochi su varie piattaforme tra cui: Adobe Flash, Android, iOS, PlayStation Portable, Nintendo DS e più di recente su Steam. Nel 2012 la Ninja Kiwi acquisì la Digital Goldfish, noto sviluppatore scozzese con sede a Dundee per una somma mai rilevata, dopodiché la ex Digital Goldfish venne battezzata con il nome di Ninja Kiwi Europe. Dopo la fusione delle due aziende, il numero di dipendenti aumentò a 35 persone.
Per fare acquisti di gadget o potenziamenti sui propri videogiochi rilasciati, la Ninja Kiwi ha creato una valuta virtuale conosciuta come NK Coins; ad utilizzare questa valuta ci fu in passato la Mochi Media che interruppe la sua moneta virtuale (Monete Mochi) e "coniò" la valuta virtuale di Ninja Kiwi.

## Riconoscimenti
- Nel 2012, il gioco SAS: Zombie Assault 3 ha vinto il Flash Gaming Summit awards per: "Miglior gioco sparatutto" e "Miglior gioco multigiocatore".
- Nel 2013, il gioco Bloons TD 5 ebbe la nomina al Flash Gaming Summit per i premi di: "Miglior gioco strategico" e "Miglior gioco multipiattaforma"[12].

## Videogiochi sviluppati

### Serie Bloons
Si tratta di una serie di videogiochi del genere Tower Defense o Sparatutto dove, i protagonisti dell'opera sono Scimmie in compagnia con altri animali dai comportamenti antropici, esse a loro disposizione possiedono svariati poteri che le rendono uniche tra di loro; lo scopo del giocatore è quello di eliminare un'invasione di palloncini colorati che variano di colore a seconda della loro pericolosità e robustezza. la serie comprende:

#### Sparatutto
- Bloons (2007) (il primo gioco della saga)
- Bloons 2 (2008)
- Bloons Insanity
- Bloons Junior
- Bloons Player Packs
- Bloons Pop 3
- Even More Bloons (espansione)
- Bloons for Mobile

#### Arcade
- Hot Air Bloons
- Bloons Super Monkey
- Bloons Super Monkey 2 (2013)
- Bloons Super Monkey 2 Mobile (2016)

#### Tower Defense
- Bloons TD 1,  2, 3 (2007 - attuale)
- Bloons TD 4
- Bloons TD 4 Expansion
- Bloons TD 5
- Bloons TD 5 Deluxe
- Bloons TD 5 Steam
- Bloons TD Battles (2012)
- Bloons TD 6 (2018)

### Fortress Destroyer
Nel 2015 l'azienda ha annunciato il rilascio di Fortress Destroyer, si tratta di un gioco d'azione basato sulla guerra navale; è considerato il primo gioco di creazione Ninja Kiwi ad essere compatibile su Unity Web Player.

### Giochi sviluppati su piattaforma Mobile
Con l'avvento dell'era degli Smartphone ci fu una rivoluzione radicale anche nell'universo dell'intrattenimento mobile, e fisso (un declino dei giochi Flash gratuiti), per non restare indietro alla concorrenza, la Ninja Kiwi decise di "masterizzare" alcuni giochi già presenti online per poi rilasciarli per dispositivi mobili, principalmente dispositivi iOS e Android. 
- Extreme Tilt SnoExtreme Tilt Snowboarding
- Hungry Sumo Mobile Edition
- Meeblings Mobilewboarding
- Hungry Sumo Mobile Edition
- Meeblings Mobile
- Powerpool Mobile
- SAS Zombie Assault 3 Mobile
- SAS Zombie Assault 4 Mobile
- SAS Zombie Assault TD iOS
- Bloons TD Battles Mobile
- Bloons TD 3 (as Bloons TD)
- Bloons TD 4
- Bloons TD 5
- Bloons TD 6
- Bloons TD Battles
- Bloons Monkey City
- Fortress Destroyer
- Bloons Super Monkey 2

### Giochi Sparatutto (shooting games)
- SAS 4 - Maggio 2014 – attuale
- SAS 3 - 2011-2012
- SAS 2 - 2010-2011
- SAS: Zombie Assault - 2009 - 2010